# Пасічне (Богодухівський район)
Па́січне — село в Україні, у Валківській міській громаді Богодухівського району Харківської області. Населення становить 62 осіб. До 2020 орган місцевого самоврядування — Шарівська сільська рада.

## Географія
Село Пасічне знаходиться за 5 км від річки Мокрий Мерчик на початку балки Сліпчий Яр. На відстані 2 км розташовані села Свинарі, Шлях і Бурівка, за 2 км залізнична станція Огульці. Поруч проходить автомобільна дорога М03 (E40).

## Історія
- 1695 рік — дата заснування як село Прачі.
- 1960 рік — перейменування в село Пасічне.
- 12 червня 2020 року, розпорядженням Кабінету Міністрів України № 725-р «Про визначення адміністративних центрів та затвердження територій територіальних громад Харківської області», увійшло до складу Валківської міської громади.[1]
- 19 липня 2020 року, в результаті адміністративно-територіальної реформи та ліквідації Валківського району, село увійшло до складу Богодухівського району[2].